# Hymenophyllum palmatifidum
Hymenophyllum palmatifidum är en hinnbräkenväxtart som först beskrevs av Müll.Berol., och fick sitt nu gällande namn av Ebihara och Kunio Iwatsuki. Hymenophyllum palmatifidum ingår i släktet Hymenophyllum och familjen Hymenophyllaceae. Inga underarter finns listade.